# Baccaurea ramiflora
El raïm de Birmània o Mafai (Baccaurea ramiflora, família: Phyllanthaceae) és un arbre perennifoli de creixement lent que proporciona un fruit tropical. L'arbre fa fins a 25 m d'alt.
Es troba a Àsia tropical i es cultiva especialment a Índia i Malàisia.
El fruit es pot menjar cru, cuit o se'n pot fer una beguda alcohòlica fermentada. Com a planta medicianl es fa servir per al tractament de la pell.
El fruit és oval de color groguenc, rosat o porpra o vermell, fa 2.5-3.5 cm de diàmetre, és glabre, amb de 2-4 llavors gorsses vermelles o porpres amb un aril blanc.